# Artur Domingues Pinto
Artur Domingues Pinto (Telhadela, 1909 — ?) foi um médico português.
Arthur Domingues Pinto foi membro efectivo do Instituto Histórico e Geográfico de Santos. Em novembro de 1948 realizou a primeira cirurgia de Blalock-Taussig no Brasil. 
Em 24 de junho de 1950, operou o primeiro caso de coarctação da aorta.